# Art Cruickshank
Art Cruickshank (17 de dezembro de 1918 — Los Angeles, 22 de maio de 1983) é um especialista em efeitos visuais estadunidense. Venceu o Oscar de melhores efeitos visuais na edição de 1967 por Fantastic Voyage.